# 2025 en science
| Années de la science : 2022 - 2023 - 2024 - 2025 - 2026 - 2027 - 2028    |
| Décennies de la science : 1990 - 2000 - 2010 - 2020 - 2030 - 2040 - 2050 |

Cette page concerne les avancées et événements scientifiques de l'année 2025.

## Événements

### Janvier
- x

### Février
- x

### Mars
- 25 mars : des archéologues annoncent la découverte du trésor de Melsonby, composé de centaines d'objets de l'âge du fer, dans le Yorkshire du Nord, en Angleterre.

### Avril
- 7 avril : l'entreprise américaine Colossal Biosciences annonce la naissance de Romulus, Remus et Khaleesi, trois loups gris génétiquement modifiés pour exprimer des caractéristiques de l'espèce disparue Aenocyon dirus.

### Mai
- x

### Juin
- 19 juin : une étude publiée dans Earth System Science Date affirme que l'objectif fixé par l'Accord de Paris sur le climat de limiter le réchauffement climatique à +1.5°C est désormais inatteignable[1].

### Juillet
- x

### Août
- x

### Septembre
- x

### Octobre
- x

### Novembre
- x

### Décembre
- x

## Prix
- Prix Nobel
  - Prix Nobel de physiologie ou médecine : ?
  - Prix Nobel de physique : ?
  - Prix Nobel de chimie : ?
- Prix Lasker
  - Prix Albert-Lasker pour la recherche médicale fondamentale : ?
  - Prix Albert-Lasker pour la recherche médicale clinique : ?

- Médailles de la Royal Society
  - Médaille Buchanan : ?
  - Médaille Copley : ?
  - Médaille Darwin : ?
  - Médaille Davy : ?
  - Médaille Gabor : ?
  - Médaille Hughes : ?
  - Médaille Leverhulme : ?
  - Médaille royale : ?
  - Médaille Rumford : ?
  - Médaille Sylvester : ?

- Médailles de la Geological Society of London
  - Médaille Lyell : ?
  - Médaille Murchison : ?
  - Médaille Wollaston : ?

- Prix Abel en mathématiques : Masaki Kashiwara
- Médaille Fields (mathématiques) :  non décernée cette année
- Prix Turing en informatique : ?
- Prix Jules-Janssen (astronomie) : ?
- Médaille Bruce (astronomie) : ?
- Médaille linnéenne : ?

- Médaille d'or du CNRS : ?
- Grand Prix de l'Inserm : ?

## Décès en 2025
- Janvier
  - x

- Février
  - x

- Mars
  - x

- Avril
  - x

- Mai
  - x

- Juin
  - x

- août
  - 7 août : James Lovell, astronaute américain.

- Septembre
  - x

- Octobre
  - x

- Novembre
  - x

- Décembre
  - x